# Spike Jones

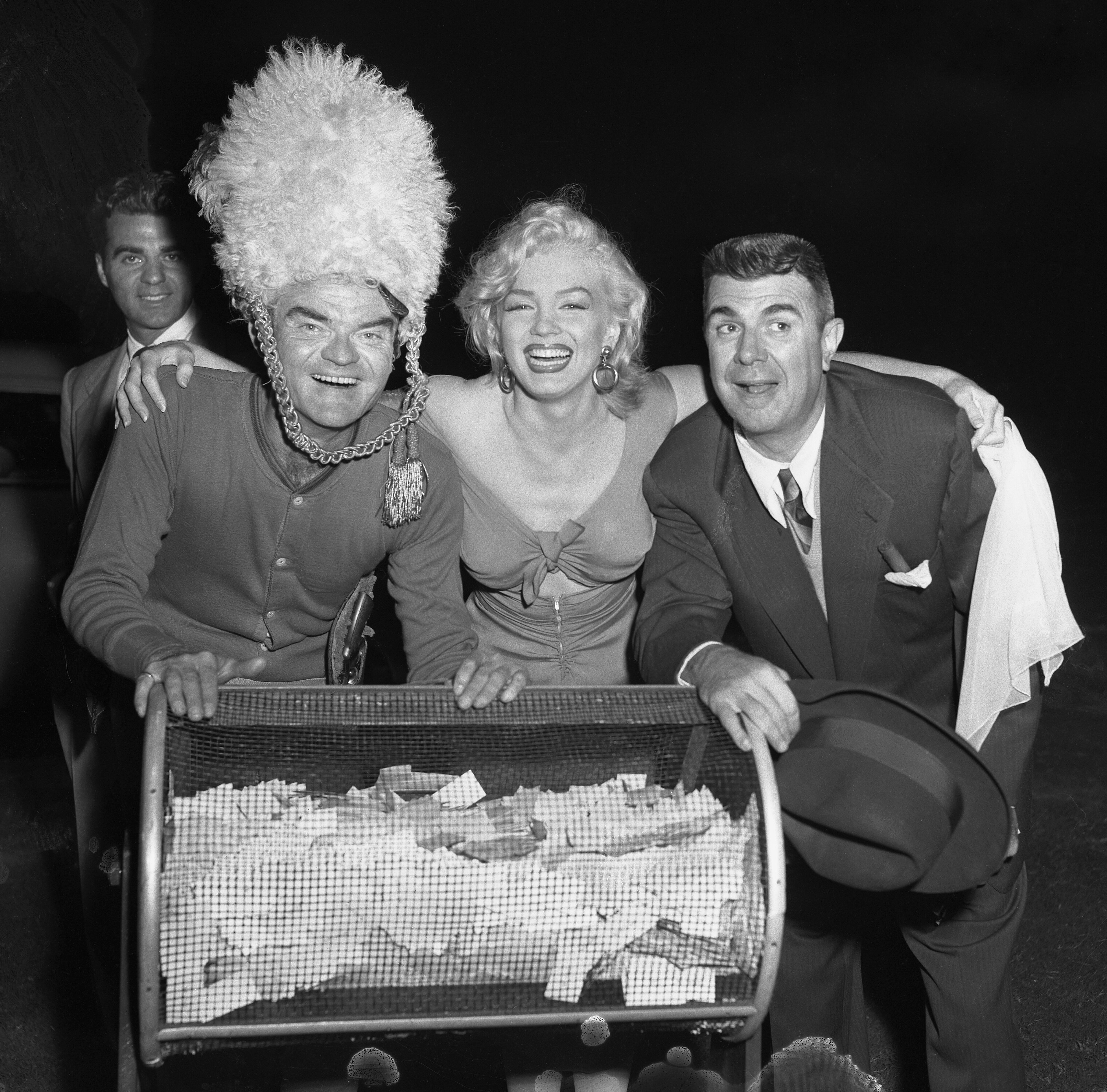
Spike Jones (links) mit Marilyn Monroe und Ken Murray (1952)

Lindley Armstrong „Spike“ Jones (* 14. Dezember 1911 in Long Beach, Kalifornien; † 1. Mai 1965 in Beverly Hills) war ein Musiker und Klassiker der virtuosen komischen Musik.

## Leben
Er begann als Perkussionist in den Bigbands von Everett Hoaglund und Earl Burtnett, arbeitete dann für diverse Radioshows und Combos, mit denen er im Biltmore Hotel in Los Angeles auftrat, bevor er 1940 seine eigene Band gründete: Spike Jones and his City Slickers. Mit dieser Gruppe, die sehr schnell bekannt wurde, hatte er diverse Hits, die aber eher der „normalen“ Popmusik dieser Tage zuzurechnen sind.
Interessanter sind seine verrückten, aber nichtsdestoweniger ausgefeilten Arrangements, die seine erstklassigen Musiker fast in die Nähe der Musique concrète brachten. Die Instrumentierung der City Slickers mit Kuhglocken, Autohupen, einen mit einer Darmsaite bespannten Toilettensitz (als Latrinophone), Ambosse (als Anvilphone) und ähnlicher Geräuschkulisse waren stilprägend für die musikalische Untermalung zeitgenössischer Zeichentrick-Filme. Bei Liveauftritten pflegte Jones sein Orchester mit einer Pistole in der Hand zu dirigieren, die auch ab und zu zur Geräuschuntermalung eingesetzt wurde. Die in seiner Band auftretenden Künstler legten sich teilweise kuriose Namen zu, wie Sir Frederick Gas (der ab und zu auf seiner Sadivari spielte), Willie Spicer (der das Sneezaphone spielte), Ina Souez, Horation Q. Birdbath, Gil Bert and Sully Van, The Four Fifth oder The Sons of the Sons of the Pioneers. Zur Zeit des Kriegseintritts der USA erhielten sie einen Plattenvertrag bei Bluebird Records.
Den endgültigen Durchbruch schaffte Spike Jones 1942 mit der Vertonung von Walt Disneys Propaganda-Cartoon Der Fuehrer’s Face, der eigentlich erst Donald Duck in Nutzi Land heißen sollte, dann aber nach dem Erfolg von Jones’ Version umbetitelt wurde. Jones’ Version rückte bis auf Platz drei in die Hitparade auf. 1949 hatte Jones sogar einen „Gastauftritt“ in dem Comicstrip Dick Tracy.
Was in den Arrangements der City Slickers beim ersten Hinhören als purer Klamauk erscheint, entpuppt sich bei genauerer Analyse als temporeiches und präzises Zusammenspiel versierter Instrumentalisten, das sich nur schwer kopieren ließ. Jones machte dabei auch nicht Halt vor Adaptionen anspruchsvoller Klassiker, wie Tschaikovskis Nussknackersuite, der Ouvertüre aus Rossinis Wilhelm Tell oder den Liebesträumen von Franz Liszt. Eine Kompilation klassischer Arrangements von Spike Jones wurde 1971 posthum unter dem Titel Murdering the Classics zusammengestellt.

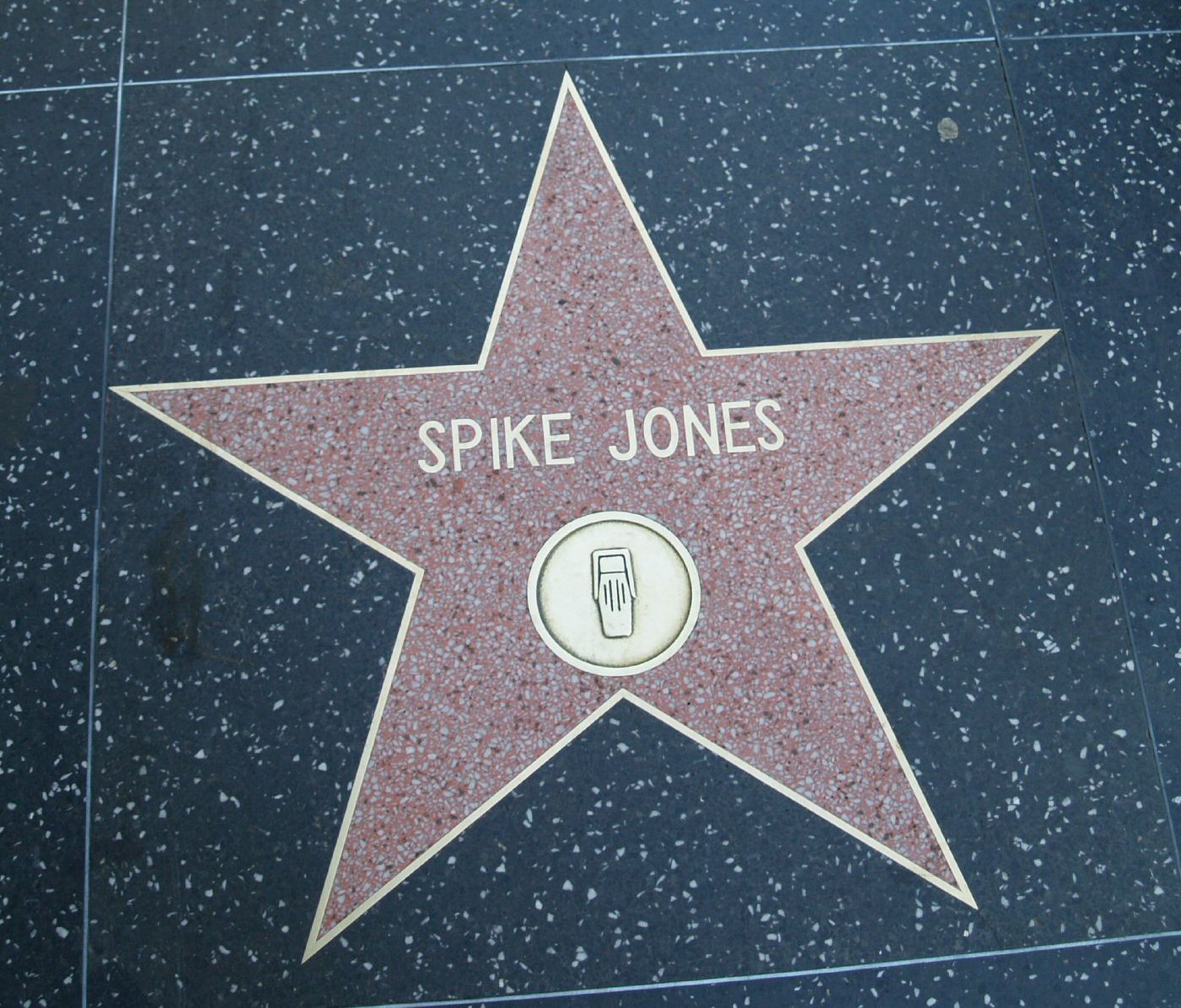
Stern von Spike Jones auf dem Hollywood Walk of Fame

Jones hatte eine Zeit lang seine eigene Radiosendung, The Chase and Sanborn Program, 1945 bei NBC und von 1947 bis 1949 bei CBS, erst unter dem Titel The Spotlight Revue und schließlich als The Spike Jones Show. Zu seinen Gästen gehörte alles, was Rang und Namen im Showbusiness hatte, von Frank Sinatra über Peter Lorre bis zu Lassie. Von 1946 bis 1953 tourte er mit seiner Musical Depreciation Tour durch die USA.
Anfang der 1950er wurde seine Radioshow fürs Fernsehen übernommen, wo sie ähnlich erfolgreich lief. Ende der 50er und Anfang der 1960er Jahre trat Spike Jones in den Casinos von Las Vegas und Lake Tahoe auf. Im März 1965 hatte Jones bei einem Gastspiel im dortigen Harrah’s Club einen schweren Asthmaanfall, der ihn zu einem mehrwöchigen Krankenhausaufenthalt zwang. Er starb dann in seinem Haus in Trousdale Estates am frühen Morgen des 1. Mai 1965.
Er wurde auf dem Friedhof Holy Cross Cemetery in Culver City, Kalifornien begraben. Spike Jones wurde mit einem Stern auf dem Hollywood Walk of Fame in der 1500 Vine Street geehrt.

## Bekannte Interpretationen (Auswahl)
- Cocktails for Two
- Hawaiian War Chant mit den Wacky Wakakians
- I Went to Your Wedding
- That Old Black Magic
- Yes! We Have No Bananas
- The Blue Danube
- Black Bottom
- The Sheik of Araby
- You Always Hurt the One You Love
- William Tell Overture
- Carmen Murdered
- Dance of the Hours (Ponchielli)
- Powerhouse von Raymond Scott (verwendet als  industrial factory-Musik in Cartoons)
- Flight of the Bumblebee
- Holiday For Strings
- Pal-Yat-Chee
- Der Fuehrer’s Face
- Old MacDonald Had a Farm
- Hotcha Cornia
- Oh! By Jingo!
- My Two Front Teeth (All I Want for Christmas), „No. 1“-Hit 1948
- Peter Cottontail
- Three Little Fishies
- Rhapsody for Hunger(Y)
- Chinese Mule Train, Parodie auf Mule Train aus dem Film „Rauchende Pistolen“ (Singing Guns, 1950)
- It Never Rains in Sunny California
- (Ghost) Riders in the Sky
- Never Hit Your Grandma with a Shovel

## Diskografie (Auswahl)
- Spike Jones and his City Slickers – Can’t Stop Murdering, 2 LP, RCA, PJM 2-8021
- Spike Jones and his City Slickers  Murders Them All, 2 LP, RCA, RCS 3211/1-2
- Spike Jones and his City Slickers – Murders Again, 2 LP, RCA, RCS 3217/1-2
- Spike Jones and his City Slickers, CD, Great Entertainers, EAN 8004883002474